# Клевер узколистный
Кле́вер узколи́стный (лат. Trifólium angustifólium) — однолетнее травянистое растение, вид рода Клевер (Trifolium) трибы Клеверные (Trifolieae) подсемейства Мотыльковые (Faboideae) семейства Бобовые (Fabaceae).

## Ботаническое описание
Стебли прямые, утолщённые, одиночные, иногда бывают восходящими в основании, прижатые, щетинисто-волосистые.
Прилистники в спайной части имеют линейно-ланцетную форму, плёнчатые; в свободной части форма прилистников линейно-шиловидная, края с щетинистыми ресничками. Черешки нижних листьев более длинные, чем верхних, щетинистые. Листочки на коротких черешках имеют линейную или линейно-ланцетную форму, длиной 8 см и шириной до 0,4 см, нижняя часть прижато-щетинистая.
Соцветие — головка, одиночная, расположена на прижато-щетинистых ножках, колосовидная, длиной 3—10 см и шириной 1,5—2,5 см. Цветки многочисленные, длиной 1,2—1,4 см, розового или пурпурного цвета. Трубочка чашечки длиной 5—6 мм, с 10 жилками, с густыми щетинистыми волосками, в зеве щелеобразно сужена мозолистым утолщением. Зубцы чашечки имеют треугольно-шиловидную форму, заострённые, щетинистые, по длине практически равны трубочке, за исключением нижнего зубца, который по длине несколько превышает трубочку. При плодах зубцы звёздообразно отклоняются. Венчик по длине немного больше зубцов чашечки, доли на одну треть спайные.
Плод — боб, плёнчатый, в самой верхней части защищён хрящеватой крышечкой, семя одно. Цветение происходит в июне. Плодоносит в июле.
Вид описан из Италии. Тип в Лондоне.

## Экология и распространение
Клевер узколистный произрастает на склонах гор, в зарослях кустарников, по опушкам леса. Распространён в Австрии, Беларуси, Украине, Болгарии, Греции, Италии, странах бывшей Югославии, Франции, Испании, Португалии, Иране, Ираке, Израиле, Сирии, Турции, Армении, Азербайджане, Грузии, Туркменистане, России (Дагестан и Краснодарский край), Алжире, Египте, Ливии, Марокко, Тунисе, на Кипре, Канарских и Мадейрских островах.

## Значение и применение
Хорошее кормовое и медоносное растение.

## Классификация
Вид Клевер узколистный входит в род Клевер (Trifolium) трибу Клеверные (Trifolieae) подсемейство Мотыльковые (Faboideae) семейство Бобовые (Fabaceae). Включает в себя 2 подвида.
|  |                          |  |                                                           |                                                           |                   |  | ещё 3 семейства (согласно Системе APG II) | ещё 3 семейства (согласно Системе APG II) |                          |  |  |  | ещё 27 триб            | ещё 27 триб |  |  |  |  | ещё около 300 видов | ещё около 300 видов |
|  |                          |  |                                                           |                                                           |                   |  | ещё 3 семейства (согласно Системе APG II) | ещё 3 семейства (согласно Системе APG II) |                          |  |  |  | ещё 27 триб            | ещё 27 триб |  |  |  |  | ещё около 300 видов | ещё около 300 видов |
|  |                          |  |                                                           | порядок Бобовоцветные                                     |                   |  |                                           |                                           | подсемейство Мотыльковые |  |  |  |                        | род Клевер  |  |  |  |  |                     |                     |
|  |                          |  |                                                           | порядок Бобовоцветные                                     |                   |  |                                           |                                           | подсемейство Мотыльковые |  |  |  |                        | род Клевер  |  |  |  |  |                     |                     |
|  | отдел Цветковые растения |  |                                                           |                                                           | семейство Бобовые |  |                                           |                                           | триба Клеверные          |  |  |  | вид Клевер узколистный |             |  |  |  |  |                     |                     |
|  | отдел Цветковые растения |  |                                                           |                                                           |                   |  |                                           |                                           |                          |  |  |  |                        |             |  |  |  |  |                     |                     |
|  |                          |  | ещё 45 порядков покрытосеменных (согласно Системе APG II) | ещё 45 порядков покрытосеменных (согласно Системе APG II) |                   |  |                                           | ещё 2 подсемейства                        | ещё 2 подсемейства       |  |  |  | ещё 5 родов            | ещё 5 родов |  |  |  |  |                     |                     |
|  |                          |  |                                                           | ещё 45 порядков покрытосеменных (согласно Системе APG II) |                   |  |                                           |                                           | ещё 2 подсемейства       |  |  |  |                        | ещё 5 родов |  |  |  |  |                     |                     |